# Jermaine Pennant
Jermaine Lloyd Pennant (Nottingham, 1983. január 15.) jamaicai származású angol labdarúgó, jelenleg a Billericay Town játékosa.

## Pályafutása

### Kezdetek
Pennant 10 éves korától játszott a Notts County ifjúsági csapataiban, de a felnőtt keretben nem jutott szerephez.

### Arsenal
Tizenhat éves korában az Arsenal szerezte meg.
A londoni klubtól a Watfordhoz, a Leeds Unitedhoz és a Birmingham Cityhez került kölcsönbe, majd 2005-ben az utóbbihoz szerződött teljesen.

### Birmingham City
Egy szezont töltött Birminghamben, miután a Liverpool vásárolta meg játékjogait.

### Liverpool
Pennant a csapatnál több-kevesebb lehetőséget kapott, utolsó hónapjait kölcsönben töltötte a Portsmouth-nál.

### Zaragoza
2009. július 10-én liverpooli szerződése lejártával a spanyol Real Zaragoza csapatához igazolt.

### Stoke City
2010-ben először kölcsön keretében került a Stoke Cityhez, majd a téli átigazolási szezonban végleg megvásárolta a klub.

### Válogatott
Pennant jamaicai származása ellenére az angol válogatottságot választotta, de csak U21-es szinten képviselte az országot.

## Díjak
- Arsenal

Győztes
2001 – Ifjúsági FA-kupa
2004 – Community Shield
- Liverpool

Győztes
2006 – Community Shield
Ezüstérmes
2006–07 – UEFA-bajnokok ligája